# Galgate
Galgate (od staroangielskiego Gal-gata – droga do Szkocji) – wieś w Anglii, w hrabstwie Lancashire, w dystrykcie Lancaster. Leży 4,8 km na południe od miasta Lancaster, 69 km na północny zachód od Manchesteru i 329 km na północny zachód od Londynu. W 2001 miejscowość liczyła 1577 mieszkańców. Wieś przylega do kampusu Uniwersytetu w Lancaster.
W latach 1840–1939 we wsi znajdowała się stacja kolejowa Galgate.